# St. Pankratius (Esebeck)

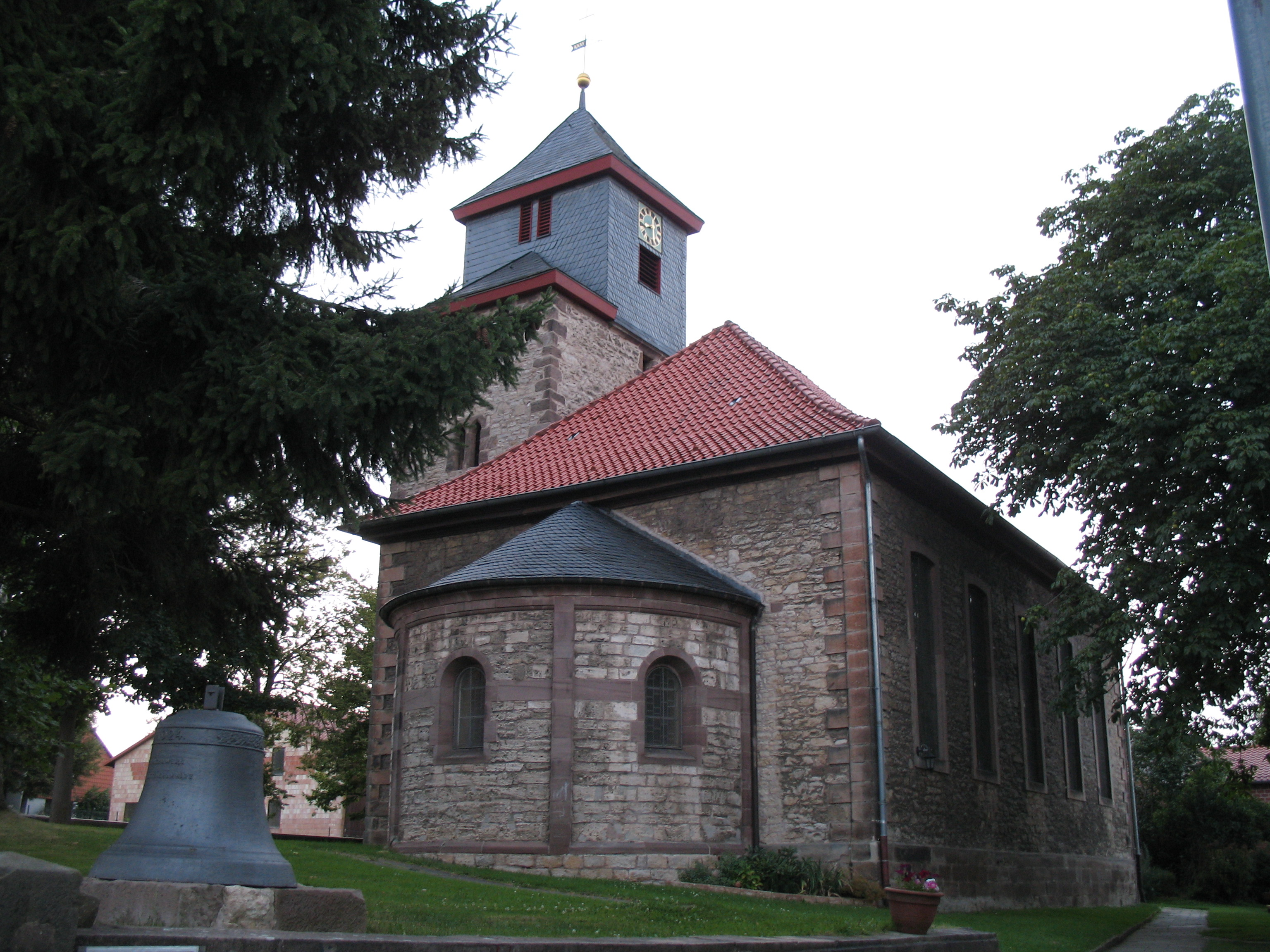
St. Pankratius, Ansicht von Südosten (2012)

Die evangelisch-lutherische, denkmalgeschützte Kirche St. Pankratius steht in Esebeck, das zusammen mit Elliehausen eine Ortschaft der Universitätsstadt Göttingen im Landkreis Göttingen von Niedersachsen bildet. Die Kirchengemeinde von Esebeck fusionierte 1974 mit der Kirchengemeinde von Elliehausen zur St.-Martini-Kirchengemeinde Elliehausen-Esebeck. Sie gehören zum Kirchenkreis Göttingen im Sprengel Hildesheim-Göttingen der Evangelisch-lutherischen Landeskirche Hannovers.

## Beschreibung
Die 1356 erstmals urkundlich erwähnte Kirche war eine Gründung der Herren von Hardenberg und früher Filialkirche der Kirchengemeinde von Erbsen. Die Kirche wurde 1755 durch den Göttinger Universitätsbaumeister Johann Michael Müller als barocke quer ausgerichtete Saalkirche aus Bruchsteinen und Ecksteinen neu errichtet. Dabei blieb der Kirchturm des Vorgängerbaus erhalten und wurde im Erdgeschoss. Der Turm erhielt später ein eingezogenes, verschiefertes Geschoss, in dem sich der Glockenstuhl mit zwei Kirchenglocken befindet. von 1895 bis 1896 erfolgte eine weitere gravierende Umgestaltung, wobei die die Barockkirche nach Plänen des Kirchenarchitekten Eduard Wendebourg aus Hannover wieder zur konventionellen – allerdings nun nach Süden ausgerichteten – Längskirche wurde. Äußerlich ist der Umbau erkennbar durch die an der südlichen Schmalseite angefügte Apsis in neuromanischen Fassadenformen mit schlichter Lisenengliederung und drei Rundbogenfenstern. Damit einher ging im Innern die vollständige Neuausstattung.
Zur historistischen Kirchenausstattung gehört ein neugotisches Altarretabel mit Darstellungen des Agnus Dei, des Melchisedek und des Aaron. Auf der Brüstung der hölzernen Kanzel sind die vier Evangelisten dargestellt.  Auf der hölzernen Nordempore steht die Orgel mit elf Registern, verteilt auf ein Manual und ein Pedal. Sie wurde 1850–1855 von August von Werder erbaut, Restaurierungen erfolgten 1975 durch Albrecht Frerichs und 2007 durch Elmar Krawinkel. Der Chor wurde zuletzt in den Jahren von 1957 bis 1959 verschlichtend umgestaltet.
 

Eine ausrangierte Eisenglocke (Guss 1924 durch Firma Ulrich & Weule, Apolda-Bockenem) ist vor der Kirche auf dem ehemaligen Kirchhof aufgestellt.

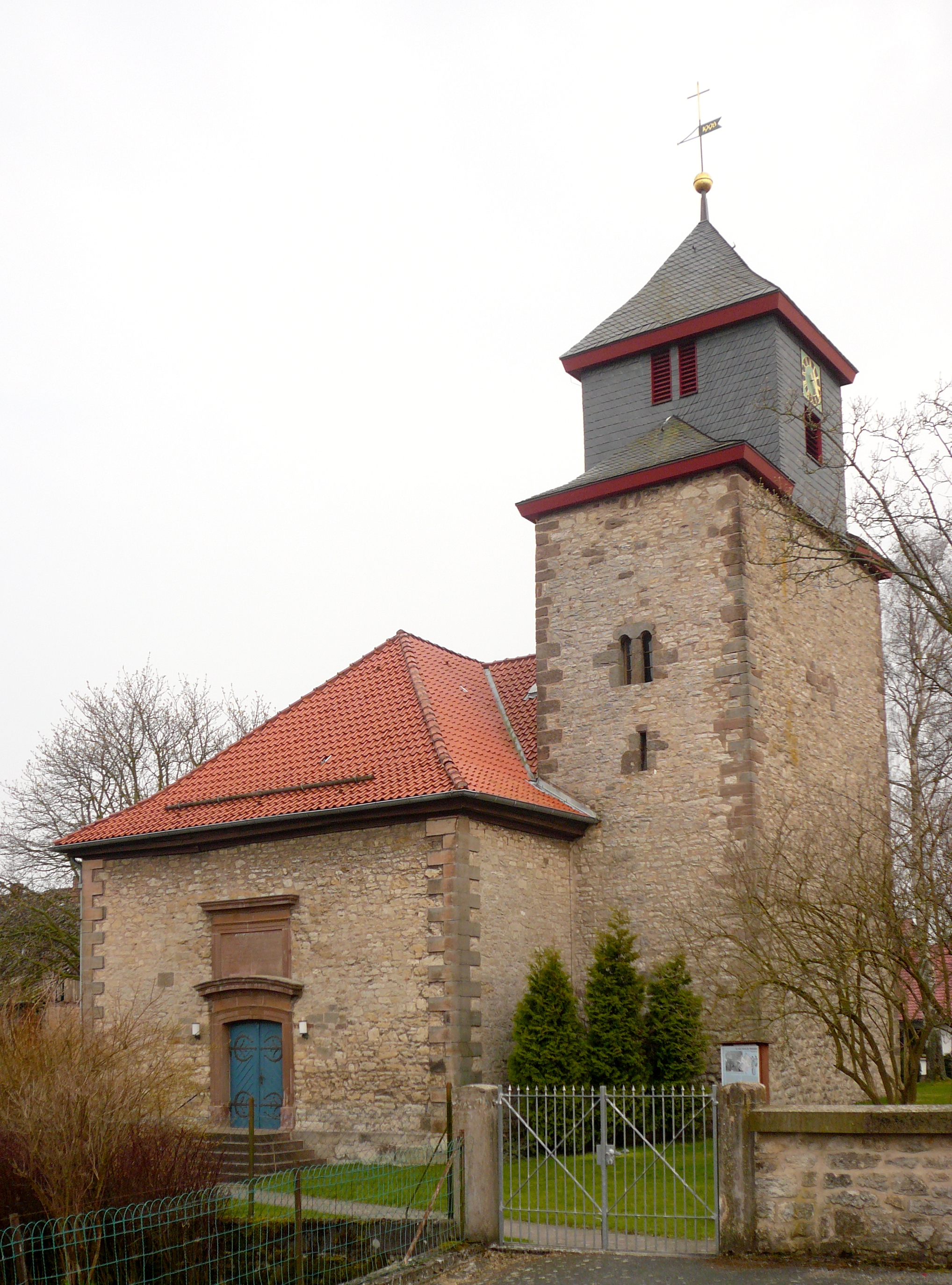
Ansicht von Nordwesten. Über dem Eingang befindet sich eine Tafel mit lateinischer Bauinschrift von 1755 (2009)
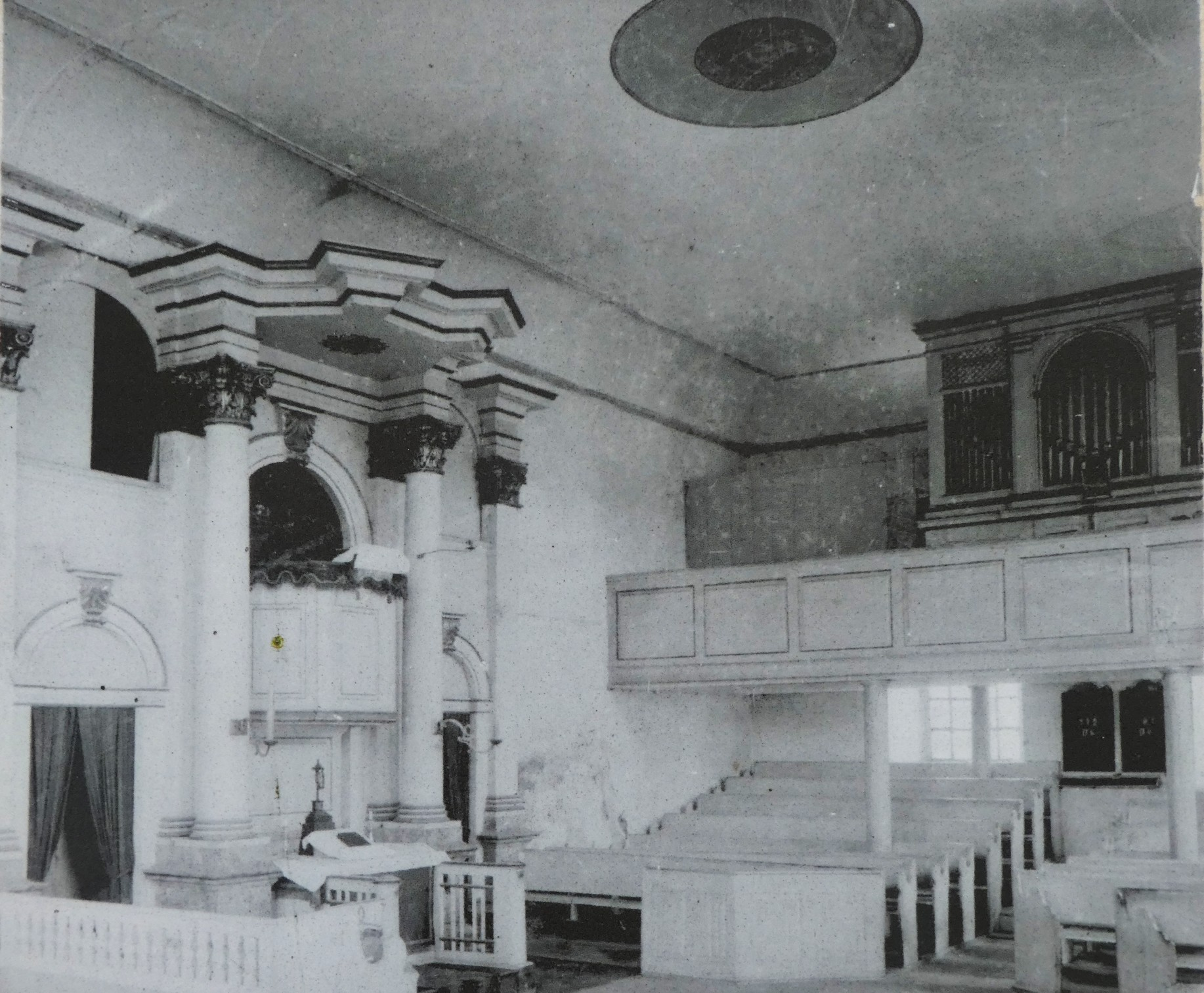
Blick ins Innere der barocken Querkirche mit Kanzelaltar (Foto vor dem 1895 begonnenen Umbau)
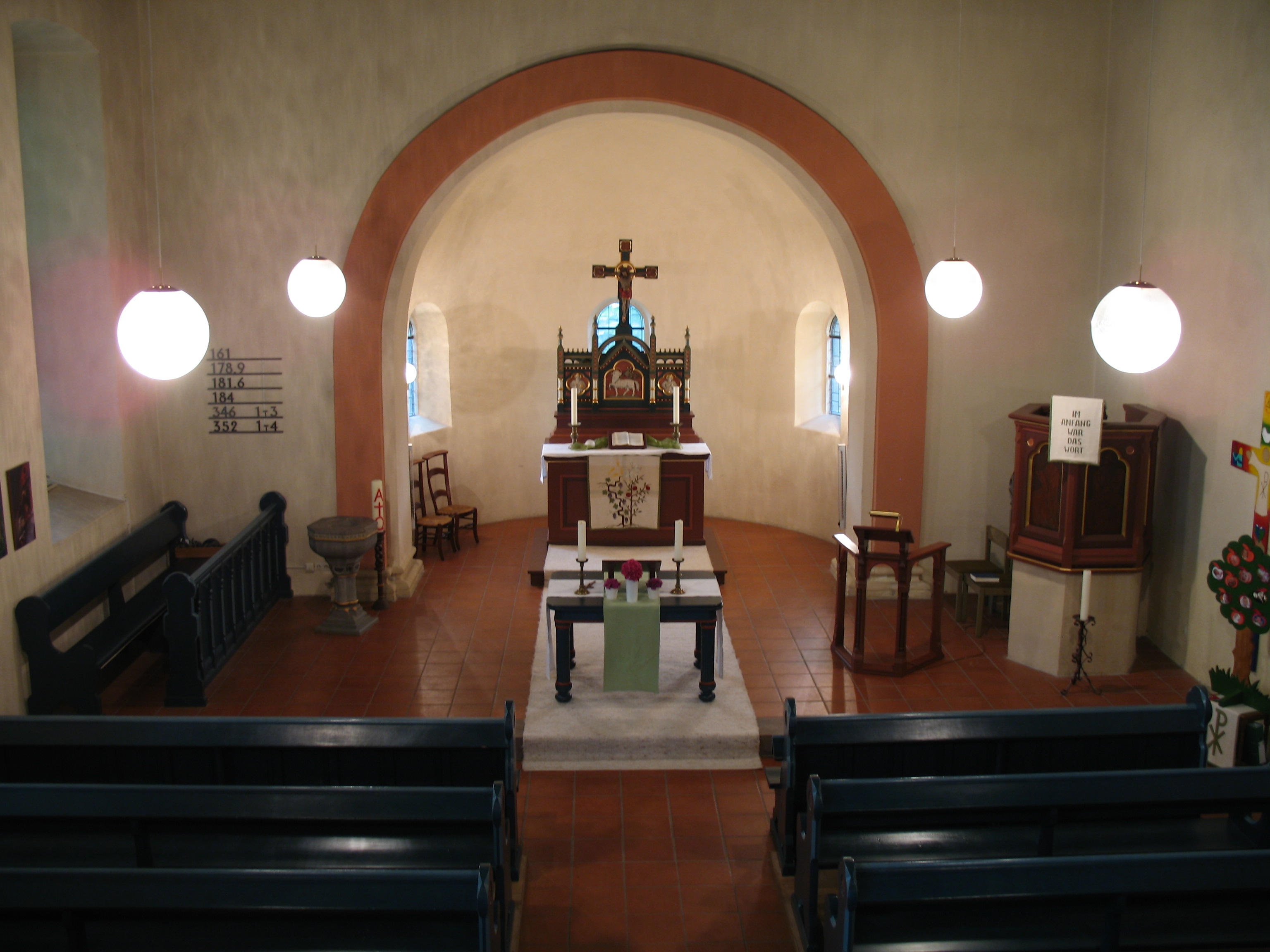
Blick in den Chorraum der neuromanischen Apis (2012)
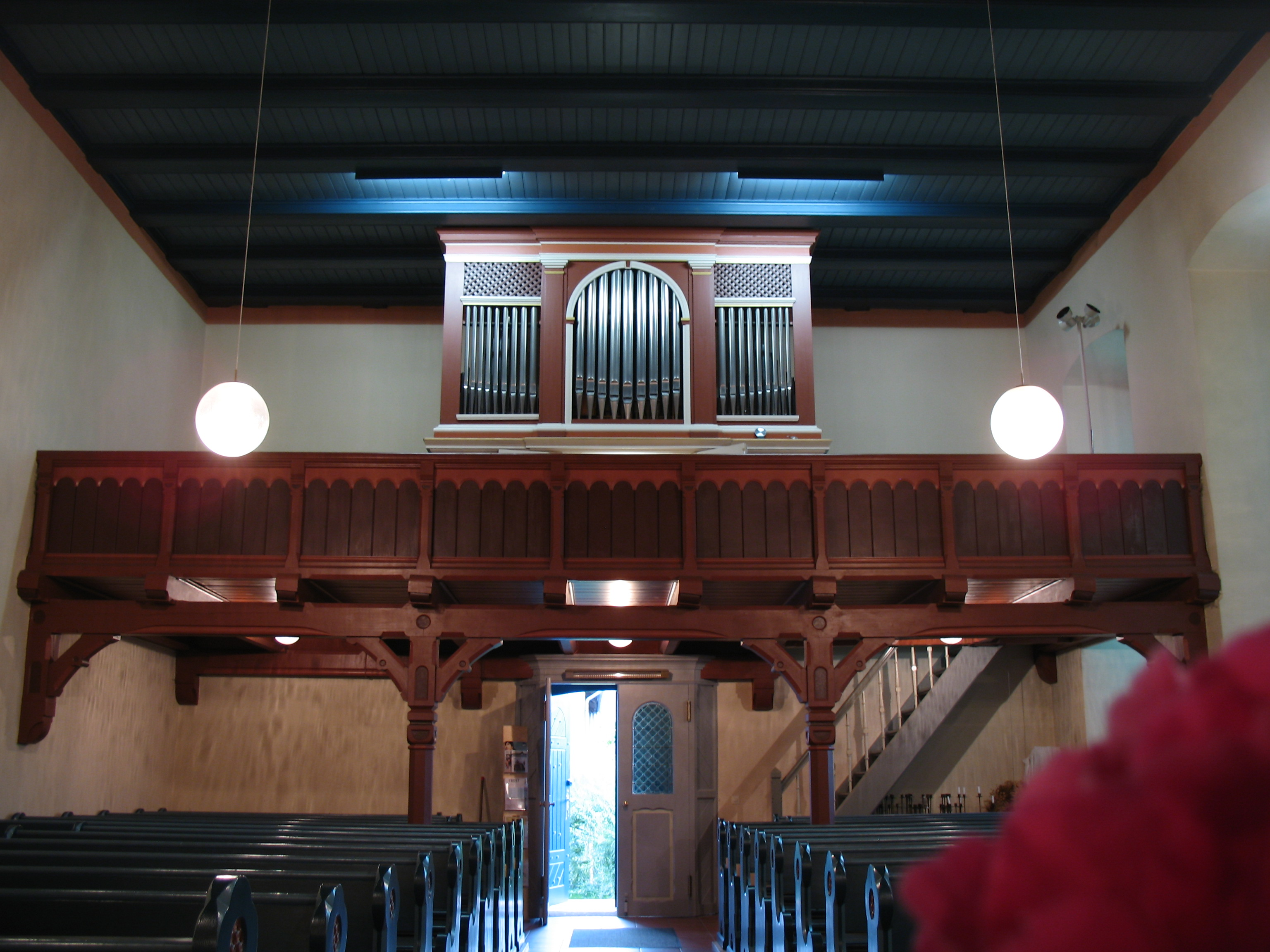
Blick nach Norden auf Empore und Orgel (2012)